# Sympherobius angustus
Sympherobius angustus is een insect uit de familie van de bruine gaasvliegen (Hemerobiidae), die tot de orde netvleugeligen (Neuroptera) behoort. 
Sympherobius angustus is voor het eerst wetenschappelijk beschreven door Banks in 1904.